# Gyula Kautz

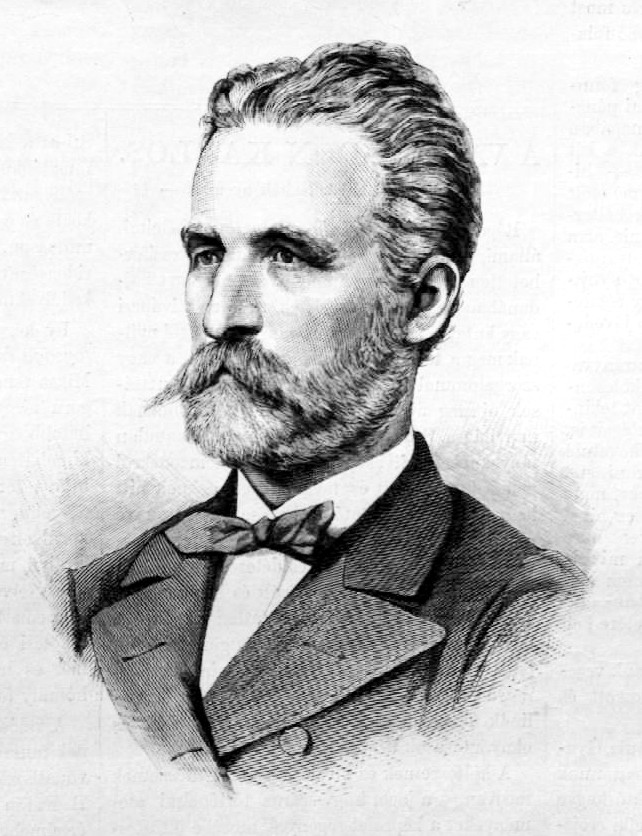
Gyula Kautz

Gyula Kautz (auch Julius Kautz, * 5. November 1829 in Raab; † 27. März 1909 in Budapest) war ein ungarischer Nationalökonom.

## Leben
Kautz studierte in Pest und Leipzig, wurde zuerst an den Rechtsakademien in Pressburg und Großwardein, dann am neuorganisierten Polytechnikum in Ofen angestellt und 1862 zum Professor der politischen Ökonomie und des Staatsrechts an der Pester Universität. 1883 wurde er zum Vizegouverneur der Oesterreichisch-ungarischen Bank, 1892 zum Gouverneur der Oesterreichisch-ungarischen Bank und schließlich zum lebenslangen Mitglied des Oberhauses ernannt.
Als Schriftsteller machte er sich bekannt durch ein größeres Handbuch der Nationalökonomie und Finanzwissenschaft (4. Aufl., Pest 1879), durch ein systematisches Lehrbuch der Staatskunst (3. Ausg., Pest 1877) sowie durch die Schrift Über die Entwickelungsgeschichte der volkswirtschaftlichen Ideen in Ungarn (deutsch im Auszug von Schiller, Pest 1876), alle mit dem großen Preis der ungarischen Akademie ausgezeichnet.
In deutscher Sprache erschien von ihm das Werk Theorie und Geschichte der Nationalökonomik (Wien 1858–1860, zwei Teile). Kautz, ordentliches Mitglied der ungarischen Akademie und mehrerer gelehrter Vereine, nahm auch im politischen Leben seines Vaterlandes eine geachtete Stellung ein. Er war von 1865 bis 1881 Abgeordneter seiner Heimatstadt im ungarischen Parlament, 1867 war er Referent der Ausgleichsverhandlungen mit Österreich.